# Viertes Eisenbahnpaket
Am 30. Januar 2013 legte die Europäische Kommission das vierte Eisenbahnpaket vor, bestehend aus Vorschlägen für drei Richtlinien und drei Verordnungen zur Weiterentwicklung des europäischen Eisenbahnrechts.

## Hintergrund
Die Kommission strebt an, den gesamten Schienenpersonenverkehr in den Mitgliedstaaten ab Dezember 2019 zu liberalisieren. Dazu soll das vierte Eisenbahnpaket den Zugang aller Anbieter zu den Netzen vorschreiben, die Zentralisierung von Genehmigungsverfahren und Sicherheitsbestimmungen bei der Europäischen Eisenbahnagentur regulieren und Ausschreibungen aller Angebote vorgeben. Der Zugang zu Serviceleistungen wie beispielsweise Wartung, Vertrieb, Fahrgastinformationssystemen oder Güterumschlagterminals soll Wettbewerbern erleichtert werden.
Das Paket sieht Einschränkungen im Bereich der Gemeinwirtschaftlichen Leistungen vor. Gemeinwirtschaftliche Leistungen im öffentlichen Verkehr sind Verkehrsangebote, die nicht durch den Fahrscheinverkauf finanziert werden können, deren Betrieb jedoch im öffentlichen Interesse liegt. Durch die Vorgaben des Vierten Eisenbahnpaketes wird die Möglichkeit, gemeinwirtschaftliche Leistungen direkt auch an Betreiber der öffentlichen Hand zu vergeben, abgeschafft. Ebenfalls untersagt wird die Möglichkeit, Verkehrsangebote zu subventionieren. Die öffentliche Hand als Auftraggeber soll laut den Bestimmungen des Pakets das Restwertrisiko von Fahrzeugen von Anbietern, deren Bedienungsvertrag nicht verlängert wird, übernehmen.
Soweit die Bahnen die Trennung von Netz und Betrieb nicht nachweisen können, sollen sie ab 2019 nicht mehr in anderen EU-Staaten tätig sein dürfen. Der Vorschlag sieht kein konkretes Datum für die Trennung von Netz und Betrieb vor. Eine Evaluation ist für 2024 geplant. Massive Lobbyarbeit wurde vor allen Dingen von Seiten Frankreichs und Deutschlands ausgeübt.
Das Europäische Parlament veränderte den vorgelegten Entwurf der EU-Kommission. Der Rat legte seinerseits im Oktober 2015 einen Gegenvorschlag vor, der unter anderem Übergangsfristen zur Ausschreibung gemeinwirtschaftlicher Leistungen bis 2041 vorsieht. Am 19. April 2016 erzielten Vertreter des Europäischen Parlaments und des Rates eine Einigung über den politischen Teil des Vierten Eisenbahnpakets. Nicht zuletzt aufgrund politischen Drucks Deutschlands und Frankreichs wurde nur eine begrenzte Trennung zwischen Netz und Betrieb vorgenommen, jedoch Maßnahmen gegen Querfinanzierungen ergriffen. Alle Eisenbahnverkehrsunternehmen der EU sollen ab 2020 europaweit Schienenverkehrsdienste anbieten können. Direktvergaben bleiben zunächst zulässig, wenn bestimmte Leistungskriterien (z. B. Pünktlichkeit und Qualität) erfüllt werden.

## Rechtsvorschriften
- Verordnung (EU) 2016/796 des Europäischen Parlaments und des Rates vom 11. Mai 2016 über die Eisenbahnagentur der Europäischen Union und zur Aufhebung der Verordnung (EG) Nr. 881/2004
- Richtlinie (EU) 2016/797 des Europäischen Parlaments und des Rates vom 11. Mai 2016 über die Interoperabilität des Eisenbahnsystems in der Europäischen Union
- Richtlinie (EU) 2016/798 des Europäischen Parlaments und des Rates vom 11. Mai 2016 über Eisenbahnsicherheit
- Verordnung (EU) 2016/2337 des Europäischen Parlaments und des Rates vom 14. Dezember 2016 zur Aufhebung der Verordnung (EWG) Nr. 1192/69 des Rates über gemeinsame Regeln für die Normalisierung der Konten der Eisenbahnunternehmen
- Verordnung (EU) 2016/2338 des Europäischen Parlaments und des Rates vom 14. Dezember 2016 zur Änderung der Verordnung (EG) Nr. 1370/2007 hinsichtlich der Öffnung des Marktes für inländische Schienenpersonenverkehrsdienste
- Richtlinie (EU) 2016/2370 des Europäischen Parlaments und des Rates vom 14. Dezember 2016 zur Änderung der Richtlinie 2012/34/EU bezüglich der Öffnung des Marktes für inländische Schienenpersonenverkehrsdienste und der Verwaltung der Eisenbahninfrastruktur